# El alojamiento de las 9:45
El alojamiento de las 9:45 es una pintura de mediados del siglo XIX realizada por el artista estadounidense Edward Lamson Henry. Realizada en óleo sobre lienzo, la obra muestra la subida a un tren. Se han producido varias versiones notables de la pintura, la primera es una pintura de 1864 sobre panel de madera y la segunda es un óleo sobre lienzo de 1867. La obra original de 1864 está en la colección del Museo Morse de Arte Americano, mientras que la obra de 1867 está en la colección del Museo Metropolitano de Arte.

## Descripción

### Historia

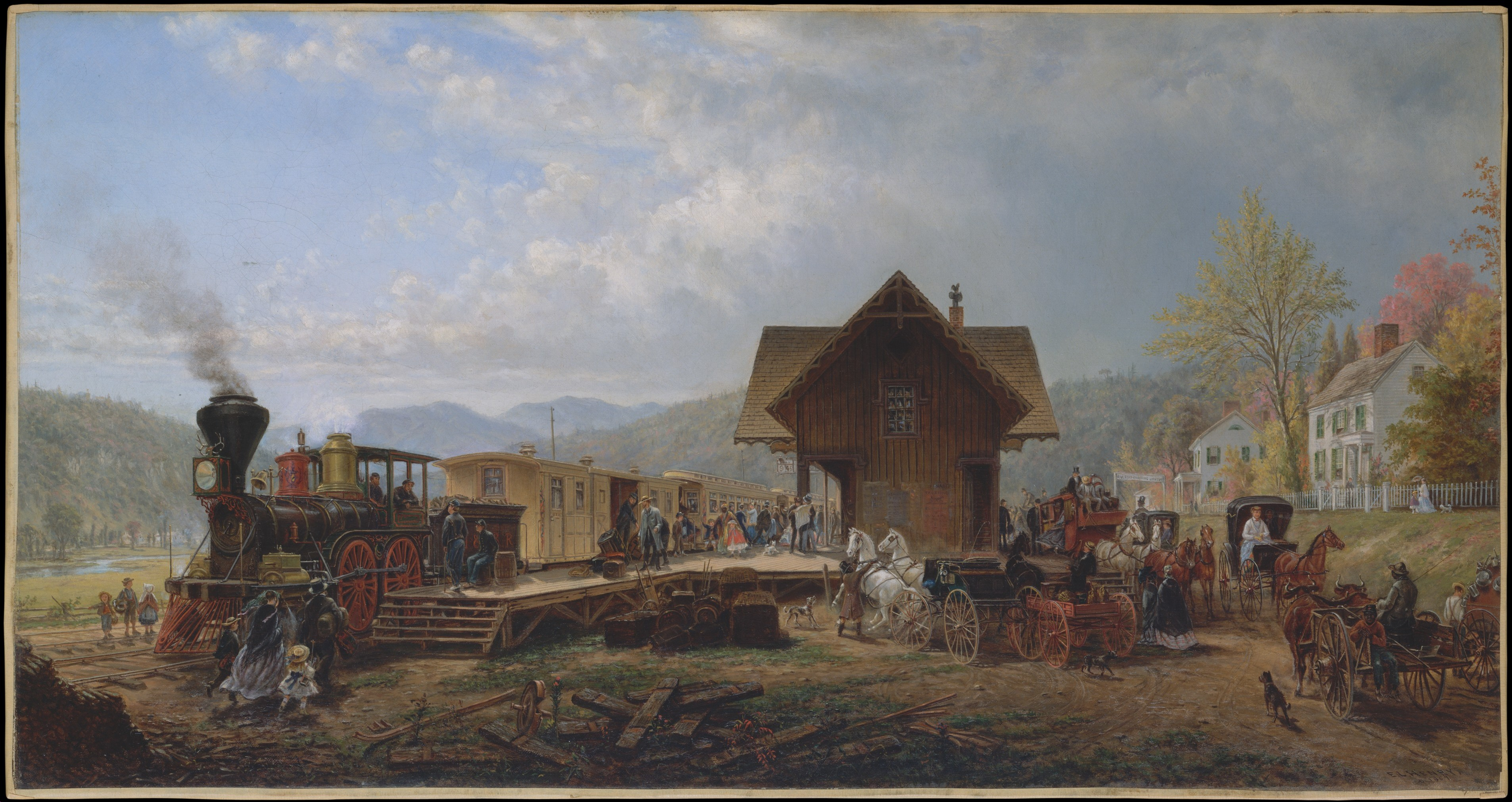
La versión de 1867 de la obra en la colección del Museo Metropolitano de Arte. A diferencia de la versión de 1864 de la pintura, la pintura del Met está hecha al óleo sobre lienzo.

Henry pintó su original 9:45 en 1864 con pintura al óleo sobre panel de madera. Esta primera pintura se encuentra en la colección del Museo Morse de Arte Americano en Winter Park, Florida. El primer director del museo, Hugh F. McKean, describió una vez 9:45 como una pintura que "se ha ganado el corazón de muchos estadounidenses".
Henry pintó una segunda versión ampliamente reproducida de la pintura para el empresario estadounidense John Taylor Johnston, presidente del Ferrocarril Central de Nueva Jersey. Johnston también fue el primer presidente del Museo Metropolitano de Arte, donde se exhibe la pintura de 1867.

### Cuadro
Edward Lamson Henry, un destacado pintor de género, estaba profundamente interesado en el transporte. Este interés incluía los trenes, una parte clave de la infraestructura estadounidense del siglo XIX. Como se indica en la descripción de la obra del Met, el modelo de la estación de tren que se muestra en la pintura de 1867 se produjo ampliamente, lo que dificulta la identificación de la estación exacta. Según el museo, Henry también pudo haber usado elementos de varias estaciones ferroviarias en su descripción de una bulliciosa estación en la mañana.